# Sialorreia
Hipersalivação ou Sialorreia, também conhecida como ptialismo ou polissialia é a secreção abundante de saliva.
Caracteriza-se por uma produção de saliva em excesso à quantidade normal diária de 1,5 a 2 litros e é normalmente associada a pessoas com distúrbios neurológicos ou doenças raras e também em bebés.

## Tipos
1. Sialorreia primária - consequência da hipersecreção das glândulas salivares (menos frequente)
2. Sialorreia secundária - consequência de algum tipo de alteração do controle neuromuscular oral
3. Sialorreia emocional - causada por ansiedade/estresse[3]

## Causas
- Deglutição afetada
- Alteração controle neuromuscular oral
- Esofagite
- Inflamação da boca
- Envenenamento
- Sobredosagem de medicamentos
- uso de medicamentos com esse efeito secundário
- Stress e Ansiedade
- Período de nascimentos dos dentes (recém-nascidos)
- Doenças Raras ou do foro psiquiátrico (mal de parkinson, esclerose múltipla, autismo, paralisia cerebral, síndrome de down, demência, etc)
- Gravidez
- Mononucleose

## Tratamento
A Sialorreia pode ser tratada com sucesso se a sua causa for tratada ou evitada.
Em casos em que tal não é possível ou que a pessoa tem um tipo de sialorreia contínuo e duradouro, podem ser usados tratamentos por meio da toma de medicamentos, produtos homeopáticos, uso de radioterapia ou até cirurgia.
- Medicamentos - usados mais para casos paliativos. Medicamentos anticolinérgicos podem reduzlir a produção de saliva e causar uma sensação de "boca seca". Medicamentos como escopolamina, atropina, hioscina e amitriptilina;
- Produtos homeopáticos - sem evidência científica. Exemplos: alumina, carbonato de amônio, beladona, calcária carbônica, cantharis, grafites, causticum, camomila, hepar sulph, helonias;
- Radioterapia - Seu efeito secundário comum é a xerostomia que reduz a saliva. Mais indicado para pacientes em idade avançada;
- Cirurgia - apenas como último recurso. é feita a remoção das glândulas salivares ou a destruição do seu controlo nervoso envolvendo a ligação dos ductos da glândula parótida e a excisão da glândula submandibular.